# Voitmannsdorf

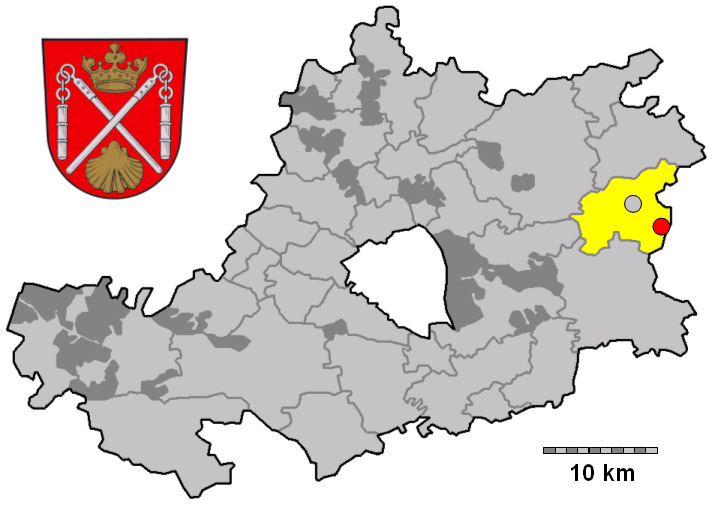
Lage im Landkreis Bamberg und in der Gemeinde Königsfeld

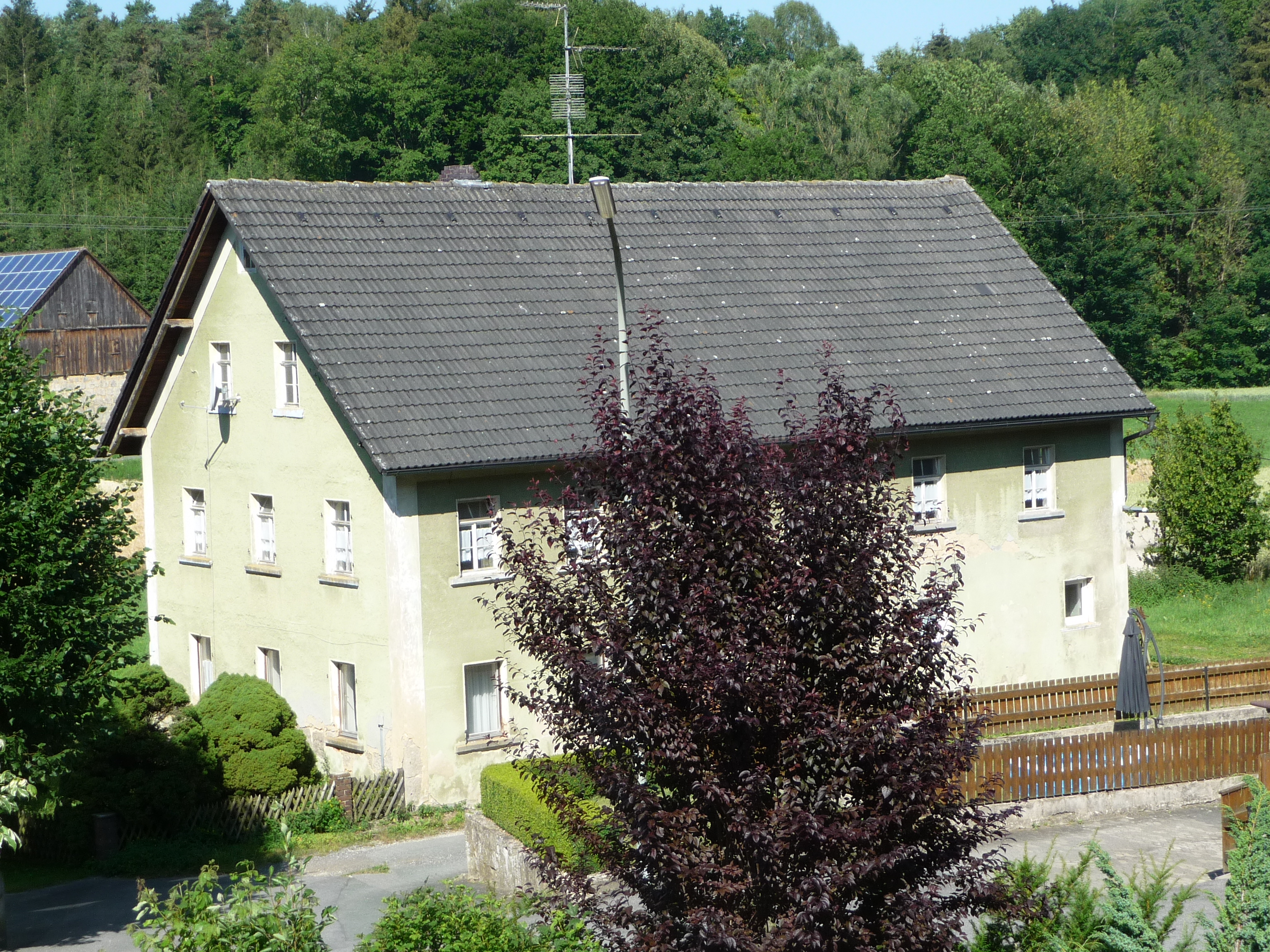
Altes Wohnhaus in Voitmannsdorf

Voitmannsdorf ist ein Gemeindeteil der Gemeinde Königsfeld im oberfränkischen Landkreis Bamberg in Bayern.

## Geografie
Das Dorf liegt im Tal des Flüsschens Aufseß in der Fränkischen Schweiz, etwa 25 Kilometer östlich von Bamberg. Die Aufseß, die bei Voitmannsdorf stark mäandrierte, wurde während der Flurbereinigung zwischen Voitmannsdorf und Drosendorf an der Aufseß begradigt.

## Geschichte
Voitmannsdorf, abgeleitet von Vogtmannsdorf ist Fundort einer neolithischen Siedlung. Das Dorf gehörte bis zur kommunalen Gebietsreform 1971 zur Gemeinde Drosendorf an der Aufseß im aufgelösten Landkreis Ebermannstadt. Seit dem 1. Juli 1971 gehört Voitmannsdorf zur Gemeinde Königsfeld und seit dem 1. Juli 1972 zum Landkreis Bamberg. Bei dieser Neugliederung wurden die mannigfachen Beziehungen zu dem nur wenige hundert Meter entfernten Drosendorf nicht berücksichtigt. Beide Ortschaften gehören seitdem nicht nur verschiedenen Gemeinden, sondern auch verschiedenen Landkreisen an.

## Baudenkmäler
Baudenkmäler in Voitmannsdorf sind eine Wegkapelle im Flurgebiet „An den Vier Linden“ südwestlich des Ortes und das „Gasthaus Hummel“, ein traufständiger Satteldachbauaus der ersten Hälfte des 19. Jahrhunderts.

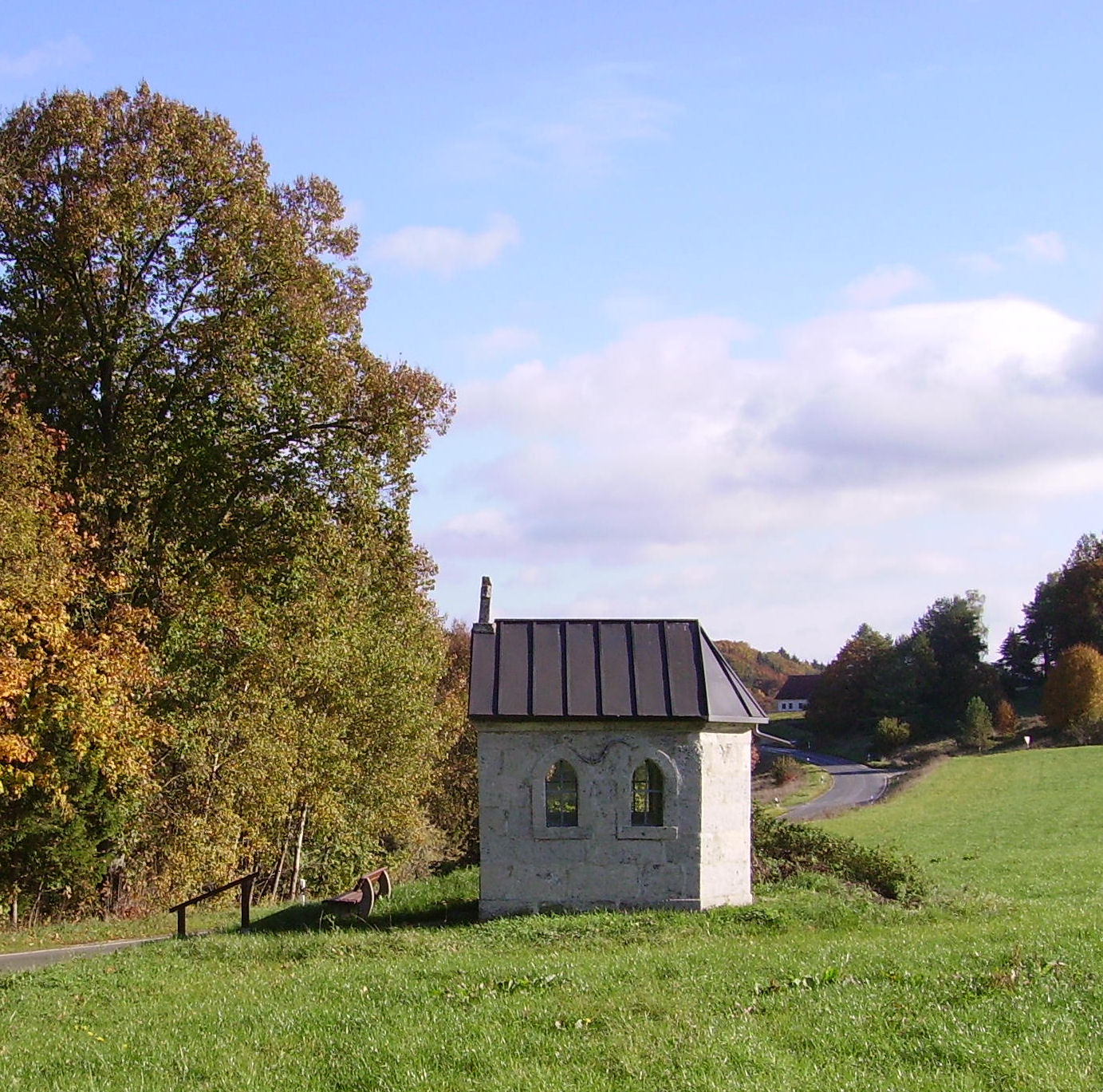
Die Wegkapelle südwestlich des Ortes
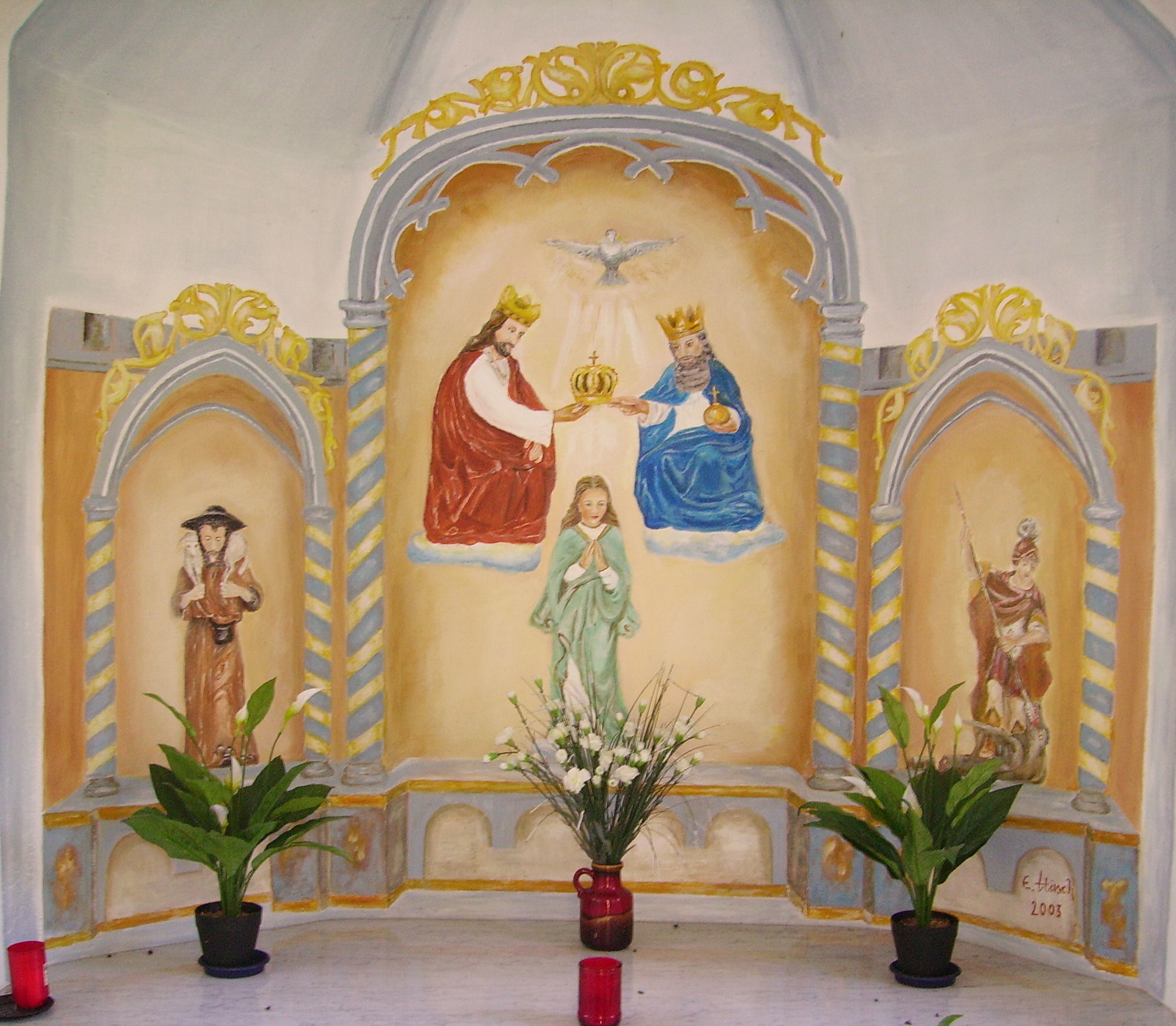
Der Altarraum der Wegkapelle